# Friedrich Witt (Theologe)

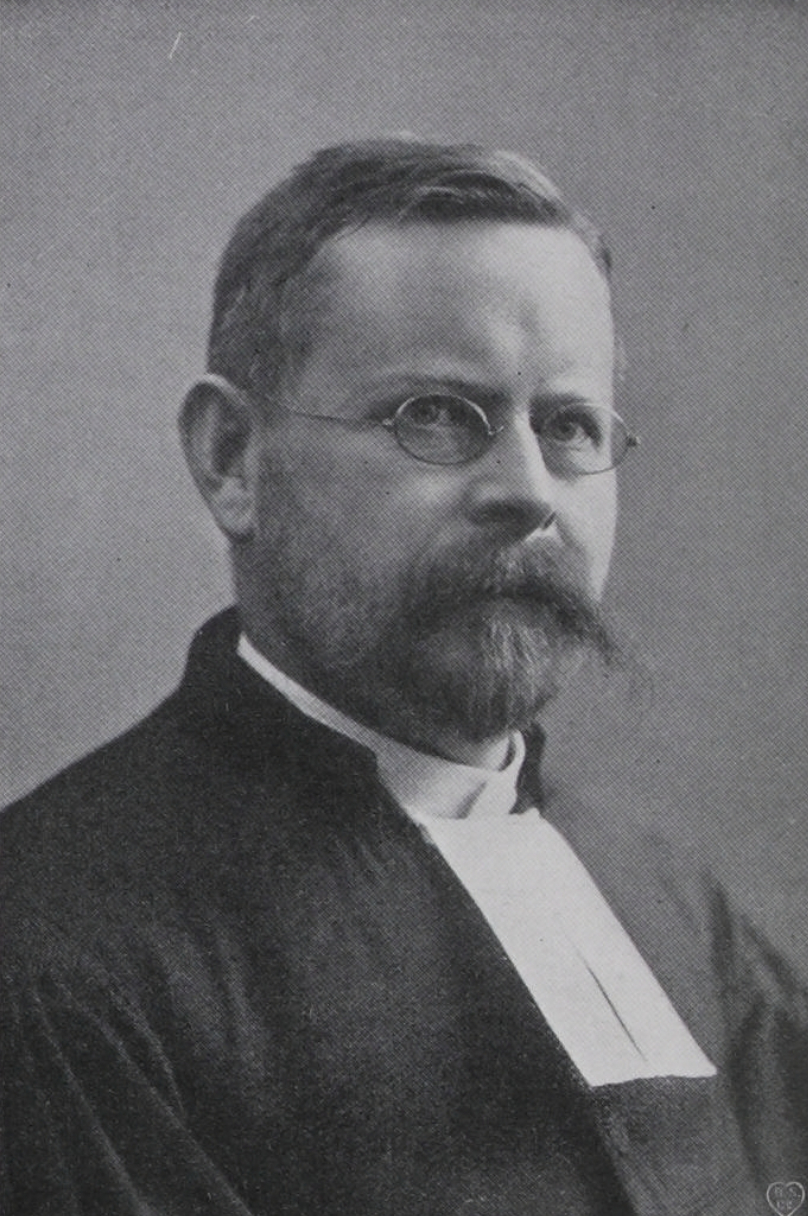
Friedrich Witt

Friedrich Witt (* 5. Juli 1863 in Neustadt in Holstein; † 8. September 1914 in Altona) war ein deutscher evangelisch-lutherischer Theologe. 

## Leben und Wirken als Theologe
Friedrich Witt war ein Sohn des Schuhmachermeisters Heinrich Witt (1832–1904) und dessen Ehefrau Dorothea Sophia Magdalena, geborene Eckmann (1830–1928). Bis zur Konfirmation 1879 ging er zur Volksschule in seinem Heimatort und beabsichtigte, Lehrer zu werden. Dank der „wahrhaft väterlichen Fürsorge eines wohldenkenden Mannes“ konnte er das Gymnasium Eutin besuchen, das er im Herbst 1884 mit dem Abitur verließ. Danach studierte er, überwiegend an der Universität Kiel, Evangelische Theologie.
Nach der Ordination am 21. August 1890 arbeitete Witt als Vikar in Lütjenburg. Am 14. Juli 1892 wechselte er als Zweiter Prediger nach Preetz. Dort engagierte er sich insbesondere in der Trinkerfürsorge und der Jugendarbeit und gab Unterricht am Predigerseminar. 
Am 18. Juli 1892 heiratete Witt Bertha Barckmann (1867–1950). Das Ehepaar bekam einen Sohn, der im Kindesalter starb, und drei Töchter. Am 4. Juli 1909 übernahm er das Amt des Propstes der Propstei Rantzau (mit Sitz in Horst), das er bis zu seinem Tod innehatte.

## Wirken als Kirchenhistoriker
Witt hatte sich bereits während der Zeit auf dem Eutiner Gymnasium mit der Geschichte Schleswig-Holstein befasst. Ab 1891 schrieb er eigene kleinere Beiträge über Neustadt und Lütjenburg. 1897 beschrieb er umfassend das Schulwesen in Preetz. Als Vorstandsmitglied engagierte er sich seit dessen Gründung im Juli 1896 im Verein für Schleswig-Holsteinische Kirchengeschichte. Er erstellte eine Übersicht aller gedruckten Quellen und Abhandlungen zur Kirchengeschichte der Region und erfüllte damit das dringlichste Anliegen des Vereins. Nach einer ersten Auflage 1899 erschien 1913 eine zweite in deutlich größerer Stückzahl. Diese Quellen und Bearbeitungen der Schleswig-Holsteinischen Kirchengeschichte galten bis in die 1970er Jahre als bedeutende Übersicht zur Kirchen-, aber auch Landes- und insbesondere Ortsgeschichte.
Danach begann Witt auch alle handschriftlichen Dokumente systematisch zu erfassen. Dabei sortierte er die Archive beider Generalsuperintendenturen und bearbeitete ab 1910 Verzeichnisse über die Pastoratsarchive Schleswig-Holsteins, die Pastoren dem Konsistorium überlassen hatten. Die Theologische Fakultät der Universität Kiel beabsichtigte, Witt für dieses Werk zum Ehrendoktor zu ernennen. Der Theologe starb jedoch vor dessen Fertigstellung und hinterließ eine ungefähr halb fertige Arbeit.